# Nathan Rogers
Nathan Rogers (Hamilton (Ontario), 16 juli 1977) is een Canadese folkgitarist en singer-songwriter. Hij is de zoon van Stan en Ariel Rogers. Zijn vader, een folkmuzikant en songwriter, overleed op 2 juni 1983 bij een brand aan boord van Air Canada Flight 797.

## Biografie
Rogers werd van jongs af aan geïntroduceerd in de songwriting-traditie en kreeg een grote waardering voor zangers en songwriters als Joni Mitchell, Gordon Lightfoot en Leonard Cohen.
De eerste muzikale ervaring bestond uit het zingen in schoolkoren en toneelstukken. Terwijl hij naar het internaat Appleby College in Oakville (Ontario) ging, werkte Rogers met het Appleby Boys Choir, een jongenskoor van wereldklasse, en toerde af en toe tot aan New Orleans. Rogers voltooide zijn middelbare schoolopleiding aan de Westdale Secondary School in 1997 en verhuisde in 1998 naar Winnipeg, Manitoba. Rogers werkte met Mitch Podolak op het World Next Door Festival en bleef daarna in Winnipeg om een graad in religiewetenschappen te behalen.
In 2004 benaderde Rogers Rick Fenton om zijn debuutalbum True Stories te produceren. Rond de tijd dat Rogers True Stories uitbracht, begon hij zijn talent te ontwikkelen met keelzingen. Sindsdien heeft hij een stompbox aan zijn shows toegevoegd om ritme te geven en speelt hij regelmatig Mongoolse en Toevaanse keelzang. Rogers is naar Iqaluit geweest om Inuit keelzang te studeren en de Tuvan-stijlen te onderwijzen.
In 2009 bracht Rogers zijn tweede album The Gauntlet uit. Het album wordt ondersteund door Fogarty's Cove Music en werd uitgebracht via Borealis Records.
In 2010 was Rogers aan boord van de clipper Adventurer, toen deze aan de grond liep op een niet in kaart gebrachte rots in de Coronationgolf, Northwest Territories.
Meer recentelijk heeft Rogers samengewerkt met Leonard Podolak en JD Edwards om het nieuwe folkmuziek-powertrio Dry Bones te formeren. In 2011 brachten ze de eerste titelloze cd van de band uit.
In 2017 nam de Amerikaanse blues- en Americana-artiest Watermelon Slim de cd Golden Boy op. in Winnipeg produceert Scott Nolan inclusief de a capella-versie Barretts Privateers van Stan Rogers. Nathan Rogers eerde Slim door deel uit te maken van de mannenzanggroep, die hem bij deze opname ondersteunde.

## Discografie
- 2004: True Stories
- 2009: The Gauntlet
- 2011: Dry Bones